# Libnotes (Afrolimonia) buxtoniana
Libnotes (Afrolimonia) buxtoniana is een tweevleugelige uit de familie steltmuggen (Limoniidae). De soort komt voor in het Afrotropisch gebied.